# Рассказы о Ленине (фильм)
«Рассказы о Ленине» — советский историко-биографический фильм 1957 года, снятый Сергеем Юткевичем на киностудии «Мосфильм». Состоит из двух новелл в виде рассказов. Действие первого рассказа происходит в 1917 году, когда Ленин должен был скрываться, действие второго — в 1923—1924 годах во время последних месяцев его жизни в Горках. Съёмки первой новеллы проходили в Ленинграде и посёлке Разлив, а второй — в Москве и усадьбе «Горки». На экраны фильм вышел 17 апреля 1958 года.
За исполнение роли Ленина актёр Максим Штраух получил Ленинскую премию в области литературы и искусства, а за своеобразное, впечатляющее и глубокое человечное воплощение образа — премию XI Международного кинофестиваля в Карловых Варах.
Первая новелла имеет чёрно-белый вариант, а вторая — цветной.

## Сюжет
Этот фильм — лишь несколько страниц великой жизни Вождя Революции. Они, конечно, не могут полностью раскрыть его образ: их задача запечатлеть хотя бы отдельные драгоценные черты этого самого дорогого нам Человека.
Фильм состоит из двух рассказов, посвящённых отдельным эпизодам из жизни Владимира Ленина.

### «Подвиг солдата Мухина»
Сценарий: М. Вольпин, Н. Эрдман
Июнь 1917 года. Власть захватило временное правительство. В квартиру Владимира Ленина приходит Яков Свердлов. Он сообщает ему о разгроме редакции газеты «Правда» и о решении Центрального комитета перевести его на нелегальное положение. Ленин и Свердлов покидают дом. Туда сразу же приходят юнкера. Солдат Мухин не может понять, почему с такой остервенелой злобой мечутся офицеры по квартире Ленина. Сестра Ленина Мария Ульянова рассказывает ему о брате, борющемся за счастье простого народа. Сам Ленин скрывается в Разливе от ищеек временного правительства в шалаше. Офицерам удаётся узнать о его местопребывании. Мухин принимает решение опередить офицеров и затем предупредить Ленина. Он устремляется к шалашу. Не зная, что друзья уже увели Ильича, Мухин принимает за Ленина крестьянина-финна, лежащего в шалаше и рассказывает ему о грозящей опасности и своей горькой, нескладной жизни.

### «Последняя осень»
Сценарий: Е. Габрилович
1923 год. Тяжелобольного Ленина привозят в Горки. У его постели дежурит медсестра — комсомолка Саша. Начальник личной охраны предупреждает Сашу, что никого из посторонних к Ильичу пускать нельзя. Девушка тщательно выполняет эти требования. По настойчивой просьбе Ленина Саша привела к нему своего жениха — электротехника Колю, которого Ильич попросил починить радиоприёмник. От Коли Ленин узнал, что в партии активизировалась оппозиция, требующая свободы фракций и отмены партийной дисциплины. Ильич немедленно выехал на завод, где шла дискуссия, и выступил с речью, призывая рабочих к борьбе с оппозицией, но после этой поездки его здоровье ухудшилось. Окружающие поняли, что нельзя лишать Ленина общения с людьми. К нему стали приходить рабочие, крестьяне. С одной делегацией Ленина посетил бывший солдат Мухин, ставший теперь мастером цеха. 21 января 1924 года Крупская читала мужу рассказ Джека Лондона «Любовь к жизни». Ленин слушал, откинувшись в кресле. Но вот его рука бессильно опустилась, и тишину прорезал её крик. Ленин умер.

## История создания
Изначально у фильма должно было быть три новеллы. Действие первой новеллы должны были происходить в июне 1917 года, когда Ленин скрывался в Разливе, вторая — в 1920 году, а третья — в 1923—1924 годах в Горках, которая должна была рассказывать о последних месяцах его жизни. Для съёмок второй новеллы съёмочная группа даже построила в павильоне «Мосфильма» точную копию кабинета Ленина в Кремле. Впоследствии создатели фильма решили отказаться от второй новеллы, и в итоге их стало две.
В апрельском номере журнала «Киномеханик» за 1958 год режиссёр фильма Сергей Юткевич писал, что перед работой над фильмом съёмочная группа фильма ставила задачу показать Ленина близким к народу и к окружавшим его рабочим, крестьянам и солдатам. Также она старательно изучала материалы, связанные с жизнью и деятельностью Владимира Ильича и беседовала с теми, кто знал его, внимательно вслушиваясь в их воспоминания.
Юткевич хотел, чтобы в роли Ленина был Максим Штраух, до этого работавший с ним в фильмах «Человек с ружьём» и «Яков Свердлов». Когда режиссёр снова встретился с актёром, он поставил ему ответственную задачу — раскрыть черты «внутреннего мира» вождя, при этом не ограничиваясь внешним сходством и не цитируя сделанного на экране. Работая со Штраухом, они старались избежать всякой помпезности и официальности, а много ценного взяли из статьи Надежды Крупской «О пьесах, посвящённых Октябрю», опубликованной в газете «Правда» 13 декабря 1937 года. Некоторые её слова дали исполнителю главной роли проникнуть в характер Владимира Ильича.

### Съёмки
Съёмки фильма проходили в местах, где происходили реальные события — в Ленинграде, Разливе и Горках. Для съёмок эпизодов в шалаше, съёмочная группа в километре от реального шалаша нашла схожий пейзаж и построила декорацию, напоминающую сам шалаш. Сцену партийного собрания Ленина на заводе снимали в кузнечном цехе Московского завода имени Владимира Ильича, а в массовке принимали участие рабочие предприятия.

## Награды
- 1958 — Премия XI Международного кинофестиваля в Карловых Варах за своеобразное, впечатляющее и глубокое человечное воплощение образа Ленина (Максим Штраух)[2].
- 1959 — Почётный диплом Всесоюзного кинофестиваля (Максим Штраух, Сергей Юткевич)
- 1959 — Ленинская премия в области литературы и искусства. Премию получил актёр Максим Штраух за исполнение роли В. И. Ленина[7][2].

## Над фильмом работали
В ролях:
| Актёр               | Роль               |
| ------------------- | ------------------ |
| Максим Штраух       | В. И. Ленин        |
| Мария Пастухова     | Н. К. Крупская     |
| Анна Лисянская      | М. И. Ульянова     |
| Олег Ефремов        | Ф. Э. Дзержинский  |
| Александр Кутепов   | Я. М. Свердлов     |
| Всеволод Санаев     | Н. А. Емельянов    |
| Геннадий Юхтин      | Мухин              |
| Любовь Студнева     | Ефросинья Ивановна |
| Борис Бибиков       | Генерал Половцев   |
| Павел Суханов       | Дачник             |
| Лев Поляков         | Поручик Барышев    |
| Николай Логачёв     | Прапорщик Борецкий |
| Владимир Ратомский  | Ефрейтор           |
| Людмила Крылова     | Саша               |
| Александр Белявский | Коля               |
| Иван Воронов        | Белов              |

В эпизодах:
| Михаил Трояновский | Александр Хованский |
| А. Карасев         | Станислав Хитров    |

Съёмочная группа:
| Режиссёр-постановщик   | Сергей Юткевич                                                     |
| Режиссёры              | М. Итина, Б. Гольденбланк                                          |
| Операторы              | Евгений Андриканис, Андрей Москвин, А. Ахметова, Вячеслав Фастович |
| Художники              | Артур Бергер, Пётр Киселев                                         |
| Музыка из произведений | Рахманинова и Танеева                                              |
| Звукооператор          | Борис Вольский                                                     |
| Режиссёр озвучания     | Б. Евгенев                                                         |
| Художник-гример        | В. Яковлев                                                         |
| Монтажёр               | К. Алеева                                                          |
| Редактор фильма        | Г. Марьямов                                                        |
| Музыкальное оформление | А. Ройтман                                                         |
| Дирижёр                | А. Ройтман                                                         |
| Директор картины       | П. Данильянц                                                       |

## Комментарии
1. 1 2 3  Согласно титрам фильма.
2. ↑  Список актёров и названия ролей основаны на титрах фильма и справочнике «Советские художественные фильмы. Аннотированный каталог».
3. ↑  Список актёров эпизодических ролей основан на титрах фильма и справочнике «Советские художественные фильмы. Аннотированный каталог».